# Fran Kranz
Francis Elliott "Fran" Kranz (13 juli 1983) is een Amerikaans acteur. Hij speelt sinds 2009 Topher Brink in de Amerikaanse televisieserie Dollhouse. Hij maakte in 2001 zijn debuut op het witte doek met een naamloos rolletje in Donnie Darko en speelde sindsdien in meer dan vijftien films.
Kranz was drie jaar voor zijn filmdebuut in 2001 voor het eerst op televisie te zien in een eenmalig gastrolletje als Aaron in de komedieserie Frasier. Later speelde hij ook eenmalig in onder meer It's Always Sunny in Philadelphia en Private Practice (beide in 2008). In een aflevering van  de televisieserie The Loudest Voice (2019) speelde hij de schrijver Gabriel Sherman. 

## Filmografie
*Exclusief televisiefilms
| - The Dark Tower (2017) - The Cabin in the Woods (2012) - Don't Fade Away (2009) - Homeland (2009) - Shades of Ray (2008) - Wieners (2008) - Careless (2007) - Rise: Blood Hunter (2007) - Whirlygirl (2006) - The TV Set (2006) | - The Night of the White Pants (2006) - Bickford Shmeckler's Cool Ideas (2006) - Admissions (2004) - The Village (2004) - Swordswallowers and Thin Men (2003) - Matchstick Men (2003) - Orange County (2002) - Training Day (2001) - Donnie Darko (2001) |

## Televisieseries
*Exclusief eenmalige gastrollen
- Dollhouse - Topher Brink (2009-2010, 27 afleveringen)
- Welcome to the Captain - Josh Flug (2008, vijf afleveringen)

- Bibsys: 15004184
- Biblioteca Nacional de España: XX4942963
- Bibliothèque nationale de France: cb170703848 (data)
- Gemeinsame Normdatei: 1281869147
- International Standard Name Identifier: 0000 0004 5971 3101
- Library of Congress Control Number: no2010111647
- Virtual International Authority File: 129427682
- WorldCat: E39PBJkdhMQk3vdPFCxKjDW4bd